# NGC 5267
NGC 5267 ist eine 13,5 mag helle Balkenspiralgalaxie vom Hubble-Typ SBb im Sternbild Jagdhunde und etwa 267 Millionen Lichtjahre von der Milchstraße entfernt.
Sie wurde am 28. April 1827 von John Herschel entdeckt.